# Real Club Deportivo Mallorca 2018-2019
Questa voce raccoglie le informazioni riguardanti il Real Club Deportivo Mallorca nelle competizioni ufficiali della stagione 2018-2019.

## Maglie e sponsor
| Casa | Trasferta | Terza divisa |

Sponsor ufficiale: Betpoint
Fornitore tecnico: Umbro

## Organico

### Rosa
Rosa e numerazione sono aggiornate al 31 gennaio 2019.
| N. |                           | Ruolo | Calciatore             |
| -- | ------------------------- | ----- | ---------------------- |
| 1  | Spagna (bandiera)         | P     | Manuel Reina Rodríguez |
| 2  | Spagna (bandiera)         | D     | Joan Sastre            |
| 4  | Argentina (bandiera)      | D     | Franco Russo           |
| 5  | Spagna (bandiera)         | D     | Xisco Campos           |
| 6  | Spagna (bandiera)         | C     | Marc Pedraza           |
| 7  | Spagna (bandiera)         | A     | Aridai Cabrera         |
| 8  | Spagna (bandiera)         | C     | Salva Sevilla          |
| 9  | Spagna (bandiera)         | A     | Abdón Prats            |
| 10 | Spagna (bandiera)         | A     | Álex López             |
| 11 | Costa d'Avorio (bandiera) | A     | Lago Júnior            |
| 13 | Spagna (bandiera)         | P     | Leandro Montagud       |
| 14 | Spagna (bandiera)         | C     | Dani Rodríguez         |
| 15 | Spagna (bandiera)         | D     | Fran Gámez             |

| N. |                       | Ruolo | Calciatore          |
| -- | --------------------- | ----- | ------------------- |
| 17 | Spagna (bandiera)     | D     | Salva Ruiz          |
| 18 | Serbia (bandiera)     | A     | Nikola Stojiljković |
| 19 | Spagna (bandiera)     | C     | Stoichkov           |
| 20 | Spagna (bandiera)     | C     | Pablo Valcarce      |
| 21 | Spagna (bandiera)     | D     | Antonio Raíllo      |
| 22 | Croazia (bandiera)    | A     | Ante Budimir        |
| 24 | Slovacchia (bandiera) | D     | Martin Valjent      |
| 25 | Spagna (bandiera)     | P     | Miquel Parera       |
| 27 | Spagna (bandiera)     | A     | Sergio Buenacasa    |
| 28 | Ghana (bandiera)      | C     | Iddrisu Baba        |
| 30 | Ecuador (bandiera)    | D     | Pervis Estupiñán    |
| 41 | Argentina (bandiera)  | A     | Luka Romero         |